# Montheries
Montheries é uma comuna francesa na região administrativa de Grande Leste, no departamento de Haute-Marne. Estende-se por uma área de 16,22 km². Em 2010 a comuna tinha 70 habitantes (densidade: 4,3 hab./km²).